# 레고랜드 빌룬 리조트
레고랜드 빌룬(Legoland Billund)은 1968년 6월 7일 개장한 덴마크 빌룬에 위치한 최초의 레고랜드이다. 이 놀이 공원은  레고 본사와 덴마크에서 두번째로 큰 공항인 빌룬 공항 옆에 위치해있다. 현재 50개의 놀이기구가 있으며, 어린이 장난감인 레고를 테마로 만들어진 공원이기 때문에 놀이기구의 대부분이 어린이용 놀이기구이다. 레고랜드 빌룬은 총 9개의 테마 (Duplo Land, Imagination Zone, LEGOREDO Town, Adventure Land, Lego City, Knight´s Kingdom, Mini Land, Pirate Land, Polar Land)로 이루어져 있으며, 패밀리 호텔인 레고 호텔을 같이 운영하고 있다.